# Castles in the Sand
Singles de Stevie Wonder
Workout Stevie, Workout
(1963) Hey Harmonica Man
(1964)
Castles in the Sand est une chanson de l'auteur-compositeur-interprète américain Stevie Wonder, sortie en single en 1964 chez Tamla Records.
Il s'agit du dernier single de Wonder à être diffusé sous son nom de scène 'Little Stevie Wonder'. Il atteint la 6e place du Billboard R&B.

## Contexte
À l'automne 1963, Berry Gordy signe un contrat prévoyant le passage d'artistes de la Motown dans des films à petit budget destinés aux adolescents avec la société de production American International Pictures. Stevie Wonder se rend ainsi à Los Angeles pour le tournage de quelques scènes des films Muscle Beach Party et Bikini Beach dans lesquels il fait quelques apparitions en tant qu'artiste de scène. Aux studios Hitsville de Détroit, en plus des musiques destinées à ces films, Stevie Wonder enregistre une série de chansons avec les producteurs Hal Davis (en) et Marc Gordon (en), alors responsables de l'antenne Motown qui vient d'ouvrir dans la ville. Ceux-ci souhaitent profiter de la publicité faite autour des films en sortant un album sur le thème de la plage et du surf. Berry Gordy sélectionne le titre Castles in the Sand en tant que nouveau single pour Wonder, premier extrait de l'album Stevie at the Beach.
Co-écrite par Hal Davis (en), Marc Gordon (en), Mary Margaret O'Brien et Frank Wilson (en), Tamla Records publie le single le 16 janvier 1964, accompagné en face B de Thank You (For Loving Me All the Way), un titre enregistré en novembre 1961 lors de la première séance de Wonder en studio.

### Crédits
- Stevie Wonder : voix
- Jack Nitzsche : cordes[4], arrangements[5]
- Musiciens de Los Angeles : autres instruments[2]

## Classements
| Classement (1964)              | Meilleure position |
| ------------------------------ | ------------------ |
| États-Unis (Billboard Hot 100) | 52                 |
| États-Unis (Billboard R&B)     | 6                  |